# 북로 분기점
북로 분기점(北路分岐點, Bungno Junction, 북로JC)은 경기도 고양시 덕양구 현천동과 강매동, 그리고 행주내동에 걸쳐 설치된 평택파주고속도로와 인천국제공항고속도로, 자유로가 만나는 분기점이자 인천국제공항고속도로의 종점이다. 명칭은 강변북로에서 유래하였으나, 명칭과는 달리 자유로와 분기점을 이루고 있다.

## 연혁
- 2000년 11월 21일 : 인천국제공항고속도로 개통과 함께 영업 개시[2]
- 2009년 1월 20일 : 권율대로 개통과 함께 분기점 선형 개량
- 2015년 8월 7일 : 서울문산고속도로 신설을 위해 고양시 도시계획시설 교통광장에 덕양구 강매동 일원을 북로 분기점으로 고시[3]
- 2020년 11월 7일 : 평택파주고속도로 서울 ~ 파주 구간 개통

## 구조물 정보
- 위치: 경기도 고양시 덕양구 현천동, 강매동, 행주내동

## 접속하는 노선・도로

### 인천국제공항방면
- 인천국제공항고속도로 (9번) (중첩구간)

### 서울・파주방면
- 국도 제77호선 (자유로)